# Ancienne église des Dominicains de Strasbourg
Ne doit pas être confondu avec Église des Dominicains de Strasbourg.
Pour les articles homonymes, voir Église des Dominicains.
L’ancienne église des Dominicains de Strasbourg est un édifice disparu autrefois situé à l’emplacement du Temple-Neuf à Strasbourg, dans le Bas-Rhin. Construite au début de la deuxième moitié du XIIIe siècle, l’église fait l’objet d’une importante campagne d’agrandissement dès la première moitié du XIVe siècle, devenant ainsi la deuxième plus grande église de la ville après la cathédrale. En 1531, le Magistrat transfère l’église aux protestants et le reste du couvent à l’université, celle-ci transformant également du chœur, inutilisé par la culte réformé, en salle des fêtes. À la fin du XVIIIe siècle, l’édifice devient une bibliothèque et abrite de nombreux trésors littéraires et artistiques. Le bâtiment et son contenu sont détruits pendant le bombardement de la ville par les Prussiens en 1870. Les ruines sont alors rasées et une nouvelle église, le Temple-Neuf, construite par-dessus.

## Historique
Les Dominicains arrivent à Strasbourg au plus tard en 1224 ; il s’agit alors du troisième établissement de la province de Teutonia, après Friesach en 1217 et Cologne en 1222. De manière inhabituelle, l’ordre s’établit en-dehors des murs de la ville sur un terrain humide du Finkwiller, donné en 1224, par Élisabeth de Hongrie (1207-1231) où il construit d’abord une chapelle en 1227 sur un terrain attenant à leur propriété grâce à l'évêque Berthold de Teck (?-1244), puis une église consacrée vers 1238, sous le vocable de sainte Élisabeth,. Cette église vient en 2022 d'être localisée au numéro 18 de la rue des Glacières Cette situation, hors les murs, liée au fait que l’évêque ne voulait guère des ordres mendiants dans sa ville, dure plus d’une décennie et ne commence à se résoudre que le 21 mars 1248, lorsque Gauthier de Hunebourg leur fait don d’un terrain au centre de la ville. Ce terrain, trop exigu pour y installer un établissement, est étendu par des dons et des achats successifs entre 1248 et 1252.
Le 24 juin 1252, les frères reçoivent du légat du pape l’autorisation de bâtir un couvent et le creusement des fondations commence le 29 mai 1254. Les travaux sont suffisamment avancées à l’été pour permettre de poser le 26 juin la première pierre du chœur de la nouvelle église, dédiée à saint Barthélemy. Le terrain disponible restant limité, cette église, qui est consacré le 23 mai 1260 par l’évêque de Metz, est de dimension moyenne, avec une grande nef de dix travées, mais un petit chœur d’une seule travée,.
De fait, l’église se révèle rapidement trop exiguë pour héberger un chapitre en pleine croissance. Il est par ailleurs apparu en Alsace dans les années 1280 la mode des chœur à travées multiples et les concurrents des Dominicains se sont rapidement dotés de tels édifices. Des travaux d’agrandissement de l’église commencent donc en 1308,,. Lors de ces travaux, le bas-côté sud de la première église est remplacée par un second vaisseau de nef, lui-même doté d’un bas-côté ; l’ancien chœur est également démoli et remplacé par un grand chœur de cinq travées. À la fin de cette campagne d’agrandissement en 1325, l’église des Dominicains est alors le deuxième plus grand édifice cultuel de la ville, après la cathédrale.

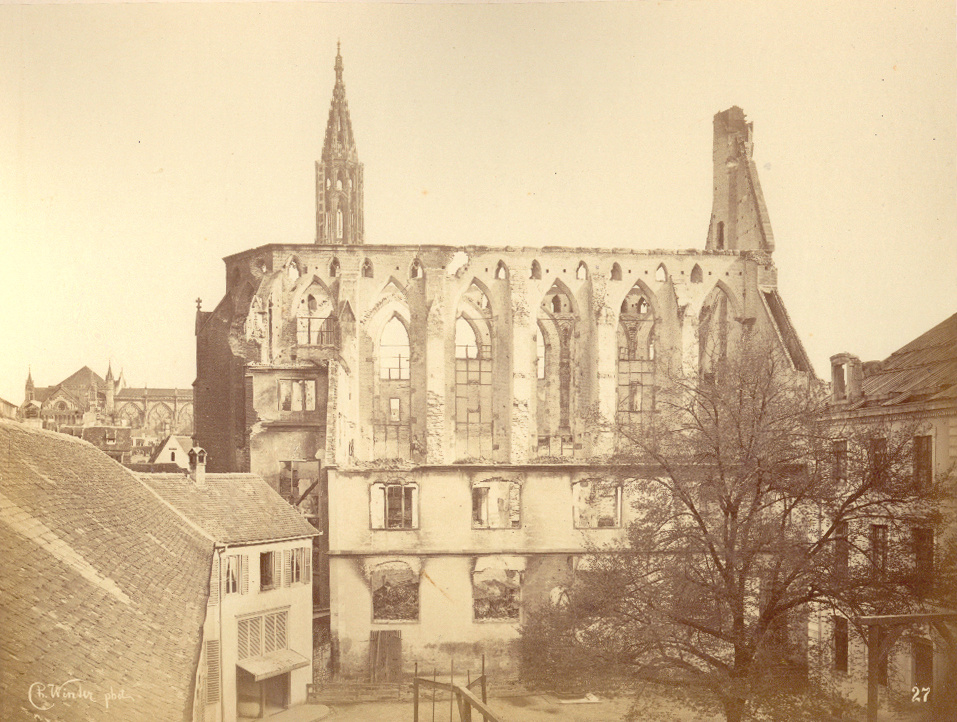
L’église après le bombardement de 1870 photographiée du nord par Charles Winter.

Au début du XVIe siècle, les lieux ne sont plus occupés que par quelques moines, qui fortement critiqués par les bourgeois pour leur manque de respect des règles de leur ordre et de piété en général. Finalement, en 1531, les derniers frères acceptent la pension que leur propose le Magistrat s’ils quittent les lieux. La Ville affecte alors les bâtiments à d’autres usages, le chœur de l’église étant attribué au chapitre de Saint-Thomas qui permet entre 1538 et 1563 aux réfugiés protestants, dont Jean Calvin, d’y célébrer le culte. À cette date l’église est rendu aux catholiques, ceux-ci ayant été évincés de la cathédrale. La situation se retourne après l’annexion de Strasbourg en 1681, Louis XIV ayant immédiatement ordonné de rendre la cathédrale au catholicisme. Les protestants n’ayant pas d’intérêt pour le chœur, celui-ci est investi par l’université de Strasbourg, qui y organise des fêtes. Entre 1793 et 1795, lorsque le culte est interdit, l’église est vidée de son mobilier et sert de grenier à blé et de porcherie.
Par la suite le chœur, puis l’ensemble de l’église servent de bibliothèque à l’université, à laquelle est adjointe la bibliothèque de la ville en 1835,. Le réaménagement intérieur pour cet usage et la volonté d’améliorer l’éclairage intérieur entraînent la vente des vitraux subsistants en 1832. L’église échappe en grande partie à l’incendie de 1860 qui détruit le reste du couvent, mais est totalement détruite dans la nuit du 24 août 1870 pendant le bombardement de la ville par les Prussiens. Les ruines sont rasées et des fouilles archéologiques effectuées à leur emplacement entre l’été 1873 et le début de l’année 1874 puis l'église protestante du Temple-Neuf est construite à la place à partir de mai 1874.
Une nouvelle église des Dominicains est réalisée boulevard de la Victoire en 1930.

## Architecture

### Dominicains I
La première église élevée sur le site est composée d’une nef dotée d’un vaisseau central et de bas-côtés au nord et au sud. Longue de dix travées, elle est entièrement voûtée d’ogives, ce qui est inhabituel car contraire aux règles de l’ordre. Les voûtes sont contrebutées par des arcs-boutants dont les volées sont couvertes par la toiture des bas-côtés. La nef ouvre à l’est sur le chœur, qui comprend une seule travée prolongée d’une abside. Son chevet est à sept pans de dodécagone, une disposition là encore peu habituelle, l’usage à cette époque étant plutôt cinq pans d’octogone.

## Mobilier

### Vitraux
Le Séminaire protestant affectataire de l’église au début du XIXe siècle ayant décidé de ne pas conserver les vitraux, ceux-ci sont vendus en novembre 1832 à l’Œuvre Notre-Dame pour 33 000 francs, soit 200 francs le mètre carré. Sur un total de 292 panneaux, 98 sont immédiatement réemployés pour garnir les fenêtres de la cathédrale, notamment dans la chapelle Saint-Laurent et le reste est mis en dépôt dans l’éventualité d’une revente profitable. Dans les décennies suivantes, une partie des panneaux est employée dans la cathédrale, 122 étant en particulier placés dans les fenêtres des tours de la façade, plus pour faciliter le stockage toutefois qu’à des fins réellement esthétiques. Tout au long du XIXe siècle, des projets de vente ou d’utilisation dans d’autres églises de la ville sont élaborés, mais ne sont jamais menés à terme.
En 2022, les panneaux appartenant à l’Œuvre Notre-Dame se trouvent dans trois lieux : dans la chapelle Saint-Laurent, le narthex et la galerie du chevet de la cathédrale, en dépôt au Musée de l’Œuvre Notre-Dame et en réserve à la Maison de l’Œuvre Notre-Dame. Par ailleurs, le Musée de l’Œuvre Notre-Dame a acquis de son côté quelques panneaux qui avaient été distraits de l’ensemble avant sa vente à l’Œuvre et quelques autres ont été identifiés dans les collections du Württembergisches Landesmuseum de Stuttgart et dans la Burrell Collection de Glasgow. Enfin, un panneau se trouve dans l’église Saint-Trophime d'Eschau, sans qu’il soit établi comment il y est arrivé,.